# 7230 Lutz
7230 Lutz (1985 RZ1) là một tiểu hành tinh vành đai chính được phát hiện ngày 12 tháng 9 năm 1985 bởi E. Bowell ở trạm Anderson Mesa thuộc Đài thiên văn Lowell.